# The American Dad After School Special
The American Dad After School Special (рус. Американский Папаша после спецшколы) — вторая серия третьего сезона мультсериала Американский папаша. Премьера серии была 17 сентября 2006 года.

## Сюжет
Стив пытается убежать от урока физкультуры и находит укрытие используемое девушкой-готом по имени Дебби, которую Стив находит захватывающей. Когда Стив говорит Стэну про Дебби, он рад и помогает сыну, надев на него ошейник, который должен взорваться, если Стив не пригласит Дебби, но Стэн не правильно устанавливает ошейник, у Стива есть только 24 минуты, чтобы пригласит Дебби. В конечном счёте, Стив приглашает её домой, но когда Стэн впервые видит Дебби, он потрясен фактом, что она является полной. Фрэнсин и Хейли ругают Стэна за это, говоря, что сам он весит больше нормы. Когда Стэн понимает, что они правы, он идет на программу похудения, и получает навязчивую идею о своём весе. Стэн даже получает устное оскорбление от своего нового личного тренера Зака.
Стив и Дебби ещё не знают, что Роджер любит её и наблюдает, как они целуются. Тем временем Стэн удивлен, что, чем больше он тренируется и меньше ест, тем толще и толще он становится, и подозревает, что Фрэнсин и Хейли подмешивают в его овощи жир, что оказывается правдой. Стэн, в конечном счёте, временно отстранен от ЦРУ, из-за его «проблемы с весом». Стэн не понимает о своей «проблеме с весом», потому, что он фактически становится страшно тонким. Из-за анорексии Стэн начал думать, что он полный, хотя на самом деле очень худой.
Семья Смитов вынуждает пойти Стэна в группу поддержки анорексиков, где его принимают за страдающую отсутствием аппетита девчонку-подростка. В то время как Стэн кажется, ест больше, он фактически фальсифицирует, что ест. Стив, для помощи выздоровления отца, бросает Дебби, чувствуя, что она — источник проблемы Стэна. Стэн тогда пытается познакомить Стива со своей новой подружкой, Вероникой, и по совпадению Роджер обманом приводит Дебби в том же самый ресторан в то же самое время, и пытается соблазнить Дебби там. В ресторане когда Фрэнсин говорит, что Стэн ничего не ел, Стив расстраивается, говоря, что Дебби, «лучшая вещь, которая когда-либо происходила с ним». Дебби слышит это, и они снова начинают встречаться. Стэн преодолевает свою анорексию и галлюцинацию Зака.

## Производство
Серию придумал Дэнн Веббер, который также придумал серию «Roger Codger». Серию срежиссировал Пэм Кук, который также режиссировал различные серии начиная с первого сезона. Работник сериала Рон Джонс подобрал музыку к серии. Испольнительными продюсерами серии были автор сериала и главный актёр Сет МакФарлейн, и сценаристы Майк Баркер и Мэтт Витзмен, а надзирающими продюсерами автор серии Дэнн Веббер, Джош Бицел и Джонатан Финер.
Кроме регулярного состава в серии участвовали приглашённые звёзды Дэвид Герман в роли Зака, Азура Скай в роли Вероники и Рон Линч, а также постоянные приглашённые звёзды Патрик Стюарт в роли Баллока, Джефф Фишер в роли самого себя, Лиззи Каплан в роли Дебби.

## Отношение критиков и публики
Серию впервые показали 17 сентября 2006 года на канале FOX в США. В день премьеры серию посмотрели 7 710 000 зрителей. Серия заняла 34 место в неделе с 11 по 17 сентября, по рейтингу Нильсена получила оценку 2,7. Серия была четвёртой наиболее просматриваемой серией на канале после «Доктора Хауса», «Гриффинов» и «Симпсонов».

## Награды и номинации
Серия выиграла премию «Prism Award» в категории «психического здоровья».. В аудиокомментариях к серии «A.T. The Abusive Terrestrial» было сказало, что серия получила премию за своё изображение нервной анорексии
В 2007 году Дэн Веббер за свою работу в серии был номинирован на премию «Annie Awards» в категории «лучший сценарий к телевизионному мультсериалу». За право обладать премией в этой категории также боролись две серии «Гриффинов» и по одному сценарию от сериалов «Симпсоны» и «Мой партнер по фитнес-клубу — обезьяна». 11 февраля 2007 года были объявлены победители. В номинации «Лучший сценарий к телевизионному мультсериалу» приз достался сериалу «Симпсоны».